# Ján Hvozdzík
Ján Hvozdzík též János Juhász (31. března 1886 Parchovany – 1956 Vídeň), byl slovenský a československý politik a meziválečný poslanec Národního shromáždění za Hlinkovu slovenskou ľudovou stranu.

## Biografie
Povoláním byl podle údajů k roku 1925 profesorem československého státního reálného gymnázia v Košicích.
V parlamentních volbách v roce 1925 získal za Hlinkovu slovenskou ľudovou stranu (před rokem 1925 oficiální název Slovenská ľudová strana) poslanecké křeslo v Národním shromáždění.
Po Tukově aféře roku 1929 se politicky přestal angažovat a později přešel k agrární straně. Působil jako učitel a jazykovědec. Vypracoval podrobný maďarsko-slovenský a slovensko-maďarský slovník.
V roce 1956 vyšel v Budapešti jeho román Pókhálóban (V pavučině), který byl satirickým popisem poměrů v předválečném Československu. Román způsobil diplomatickou roztržku mezi Československem a Maďarskem, protože naznačoval personální propojení mezi členskou základnou předválečné Hlinkovy strany a komunistů.